# Marmari (Cos)
Marmari (en griego: Μαρμάρι) es una pequeña ciudad de Isla de Cos (Grecia).

## Geografía
Marmari se encuentra a unos 13 km en línea recta al oeste de la ciudad de Cos, entre 0 y 7 m s. n. m. Marmari está a un kilómetro de la carretera principal de la isla entre Cos y Kéfalos. Hasta el aeropuerto de Cos, cerca de Antimaquia, hay unos 10 km en línea recta. Al este las ciudades más cercanas son Tigaki, Zipari y Linopotis, al sur Pyli y al oeste Mastichari. Hay aproximadamente un kilómetro en línea recta desde el centro del pueblo de Marmari hasta el mar y aproximadamente 1,5 km hasta la salina de Alykes. Al norte, a unos 5 km al otro lado del mar, se encuentra la isla de Pserimos y la isla deshabitada de Platy. Al noroeste, a unos 12 km al otro lado del mar, se encuentra la isla de Kalymnos (Kalymnos es la cuarta isla más grande del Dodecaneso).
Marmari está conectada por rutas de autobús con Cos y Kéfalos y las ciudades intermedias.

## Demografía
Marmari pertenece al distrito municipal de Dikeos (Δημοτική Ενότητα Δικαίου), que albergaba a 7130 habitantes (2011). El municipio de Dikeos se divide en dos distritos (Asfendiou y Pyli) con ocho localidades. Había 3.036 personas viviendo en el distrito de Pyli (Δημοτική Κοινότητα Πυλίου) (2011). Este distrito urbano incluye la pequeña ciudad de Pyli (Πυλί) con 2469 habitantes (2011) y el pueblo de Marmari (Μαρμάρι) con 567 habitantes (2011). 
En las últimas décadas, Marmari ha pasado de ser un pueblo de economía agrícola y pesquero a un centro turístico de vacaciones.